# Hippòstenes
Hipòstenes (Hippostenes Ἱπποσθένης) fou el nom de, com a mínim, dos filòsofs pitagòrics grecs esmentats per Iàmblic. (Iamblycus, Vit. Pyth. 36.267) recollits per Fabricius (Fabricius, Bibl. Graec. vol. 1. p. 849.). El nom també és esmentat per Estobeu (Floril. Tit. 22.25. p. 188, ed. Gesner)